# 维拉诺瓦大学野猫队
维拉诺瓦大学野猫队（英語：Villanova Wildcats）代表维拉诺瓦大学参加国家大学体育协会（NCAA）第一级别的多项体育赛事。维拉诺瓦大学主要为大东联盟成员，但在美式足球与女子赛艇项目中则属于殖民地运动联盟。

## 全国冠军
维拉诺瓦大学获得过21次NCAA全国冠军：
- 男子（12次）
  - 篮球（3次）：1985年、2016年、2018年
  - 越野（4次）：1966年、1967年、1968年、1970年
  - 美式足球（1次）：2009年
  - 室内田径（3次）：1968年、1971年、1979年
  - 室外田径（1次）：1957年
- 女子（9次）
  - 越野（9次）：1989年、1990年、1991年、1992年、1993年、1994年、1998年、2009年、2010年